# Partito degli Industriali e degli Imprenditori del Turkmenistan
Il Partito degli industriali e degli imprenditori del Turkmenistan (in turkmeno Türkmenistanyň Senagatçylar we Telekeçiler partiýasy) è un partito politico turkmeno.
Il partito è nato nell'agosto 2012 come primo partito di opposizione legale nel paese. Il 10 giugno 2013 il leader del partito Ovezmammed Mammedov è stato eletto all'Assemblea del Turkmenistan in un'elezione suppletiva in cui si contendevano cinque seggi vacanti.

## Risultati elettorali
| Elezione          | % | Seggi    |
| ----------------- | - | -------- |
| Parlamentari 2013 |   | 14 / 125 |
| Parlamentari 2018 |   | 11 / 125 |
| Parlamentari 2023 |   | 18 / 125 |

| Elezione           | Elezione | Candidato         | %    | Esito                |
| ------------------ | -------- | ----------------- | ---- | -------------------- |
| Presidenziali 2017 | I turno  | Bekmyrat Atalyýew | 0,36 | ❌ Non eletta/o (3º) |
| Presidenziali 2022 | I turno  | Babamyrat Meredow | 1,08 | ❌ Non eletta/o (9º) |